# Neocyema
Neocyema is een monotypisch geslacht van de familie van zwarte diepzeealen (Cyematidae) en kent 1 soort.

## Taxonomie
Het geslacht kent de volgende soort:
- Neocyema erythrosoma - Castle, 1978[1]